# مایا (سرزمین میانه)

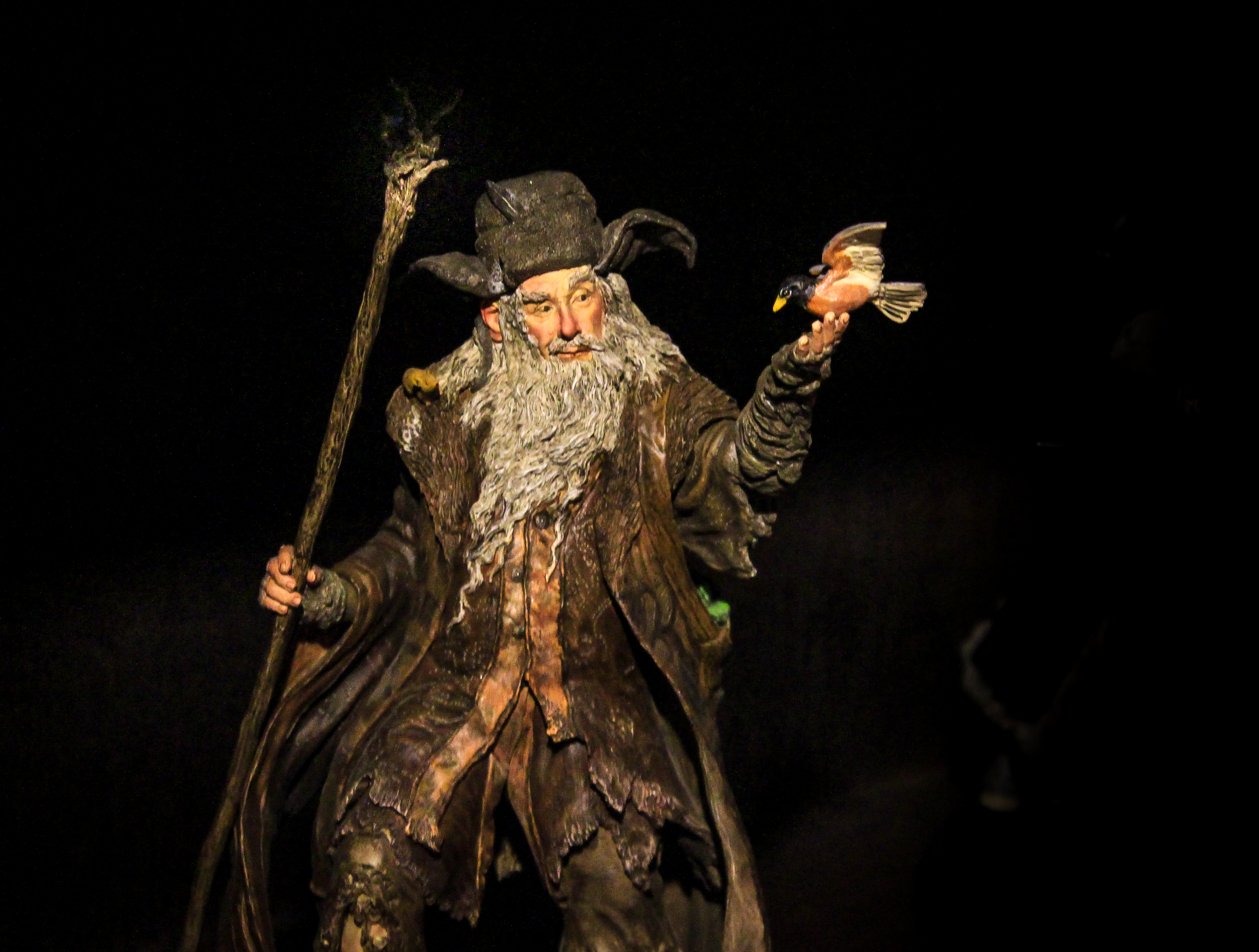
تصویری نمادین از ایستار در یکی از تئاترهای معروف شهر ونیز که به این موضوع اشاره دارد.

مایار (مفرد: مایا) موجوداتی از رشته‌افسانه‌های تالکین می‌باشند. آنها نیز مانند والاها از تبار آینور، ولی از والاها ضعیف‌تر هستند. نام مایار در زبان کوئنیایی و از ریشه الفی، مایا به معنی «بسیار عالی، قابل تحسین» است.
الف‌ها تعداد مایاها را نمی‌دانند و شاید مایا ها کی به آردا آمد 36  بودهاندکی از مایاها هستند که در زبان‌های فرزندان ایلوواتار نامی دارند زیرا مایاها، جدا از آمان، در سرزمین میانه به ندرت به صورت‌هایی مرئی برای انسان‌ها و الف‌ها ظاهر شده‌اند.
اصلی‌ترین مایاهای والینور که اسامی‌شان در تاریخ‌های دوران الدرها به خاطر سپرده شدند:
- ایلماریه (کمک دست واردا)
- ائون‌وه پرچم دارد مانوه

تالکین نوشته‌است که مایار «ارواحی بودند پیش از اینکه جهان آغاز شود، مانند والار اما از درجه کمتری برخوردار بودند». بسیاری از مایاها با یک والا در ارتباط بودند. برای نمونه، اوسه و اوینن، که در دریاها حکومت می‌کردند، تحت فرمان اولمو بودند، در حالی که کورمو، که در سرزمین میانه به عنوان سارومان شناخته می‌شد، زیر فرمان آئوله بود. سائورون نیز پیش از اینکه توسط ملکور پلید شود، زیر فرمان آئوله بود.
ملکور (شناخته شده در سینداری به عنوان مورگوت)، یک والا پلید بود، که بسیاری از مایاها را به خدمت خود گمارد. این افراد شامل سائورون، ضد قهرمان اصلی ارباب حلقه‌ها، و بالروگ می‌باشند. تعداد بالروگ ها دقیق مشخص نیست اما بالروگ ها بیشتر از 10 دانه بوده کی توسط الف و مایار والار ها کشته شد و به طالارها ماندویس زندانی شد فقط یک دانه بالروگ زنده مانده بود کی توسط گندالف کشته شد 
بعد از کشته شدن آخرین بالروگ سائرون هم نابود شد 
لیست مایا ها کی توسط ملکور فاسد شد
- سائرون در اصل مایرون دسته ارواح آتش
- گاتموگ ژنرال اول ملکور دسته ارواح آتش
- بالروگ ها دسته ارواح آتش

در زیر لیست انده مایاها قدرتمند آمده 
قدرتمندترین مایا ها آردا
- ائونوه قدرتمندترین مایا آردا دسته ارواح باد آب آتش نور
- ایلماریه دومین مایا قدرتمند دسته ارواح نور باد آتش
- سائرون در اصل مایرون دسته ارواح آتش باد
- ملیان دسته ارواح نور آینده نما
- اوسه پادشاه دریا ها دسته ارواح آب ابر
- اوئینن دسته ارواح آب باد ابر
- گاتموگ دسته ارواح آتش

== ایستار == نژاد مایار کمی ضیف تر
در هزاره اول دوران سوم، والاها چند مایا را به سرزمین میانه فرستادند تا با سائورون مبارزه نمایند. آنها مهارت‌های زیادی داشتند، اما اجازه استفاده از قدرت ها خود را نداشتن آنها شکل  پوشش یک پیرمرد ظاهر شدند. مأموریت آنها هدایت الف‌ها و انسان‌ها با به دست آوردن اعتماد و گسترش دانش بود و به فرقه ایستار معروف بودند و شامل:
- گندالف خاکستری (اولورین یا میتراندیر؛ بعدها با نام گندالف سفید)،
- سارومان سپید (کورمو یا کورونیر؛ بعدها با نام سارومان بسیار رنگ)،
- راداگاست قهوه‌ای (آیوندیل)
- جادوگران آبی (آلاتار و پالاندوی)

می‌شدند.
از سرنوشت دو جادوگر آبی اطلاعات دقیقی موجود نیست آنها در آخرین سفر خود به شرق رفته و هزاران سال بعد نابودی سائرون بازگشتند.